# الضمير العربي
الضمير العربي هو أوبريت غنائي وأغنية مصورة وألبوم غنائي جمع أكثر من مئة فنان وفنانة عرب من مغنين وممثلين وغيرهم. بثَّ للمرة الأولى في 27 فبراير 2008 على قناة زوم، ويعتبر الجزء الثاني من أوبريت الحلم العربي الذي أُنتج للمرة الأولى عام 1996 وأُعيد إنتاجه للمرة الثانية عام 1998. الضمير العربي هو فكرة ورؤية وإنتاج أحمد العريان.

## الألحان

### موسيقى وتوزيع
- عادل حقى

### الحان مقاطع المطربين
- خالد البكري
- مصطفى محفوظ

### موسيقى الأغنية
- طارق أبو جودة

### لحن موال محمد العزبي
- خالد البكري

## المغنين المشاركين (حسب ترتيب ظهورهم)
- وديع الصافي
- محمد العزبي
- لطيفة
- هاني شاكر
- نانسي عجرم
- الشاب خالد
- شيرين عبد الوهاب
- صابر الرباعي
- رضا العبد الله
- آمال ماهر
- خالد سليم
- أحلام
- ديانا كرزون
- عبد الله الرويشد
- وعد
- إيهاب توفيق
- مصطفى محفوظ
- أمل حجازي
- وائل جسار
- أمنية[ ؟ ]
- عمار حسن
- أصالة نصري
- الشاب جيلاني
- نانسي زعبلاوي
- ماجد المهندس
- آمنة فاخر
- لطفي بوشناق
- يارا
- عمر العبدالات
- نوال الكويتية
- نور مهنا
- فاتن هلال بك
- مؤمن أحمد

## المقطع الرئيس للأوبريت
- ماتت قلوب الناس.. ماتت بنا النخوة
- يمكن نسينا في يوم.. إن العرب إخوة

## مؤلفي كلمات الأغنية
- العربية الفصحى للشاعر الإماراتي عبد الكريم معتوق
- العامية المصرية للشاعر المصري سيد شوقي
- أحمد العريان
- والشاعرة سهام شعشاع في كلمات مقدمة ونهاية الأوبريت

## مدة العرض
40 دقيقة تقريباً، وهي عبارة عن كوبليهات سجلت على شكل دويتو بين مطرب ومطربة وموزعة على مقاطع عدة.

## فنانون مشاركون
شارك في العرض مجموعة من النجوم والممثلون من دول عربية عدة وهم حسب ترتيب ظهورهم في تتر الأغنية:

### من العراق
- ماجد المهندس
- رضا العبد الله

### من السعودية
- وعد.

### من قطر
- غازي حسين[ ؟ ].

### من الإمارات
- بدرية أحمد
- أحلام[ ؟ ]

### من مصر
- هاني شاكر
- عزت أبو عوف
- خالد سليم
- امال ماهر
- محمد العزبي
- شيرين عبدالوهاب
- مصطفى محفوظ
- أشرف عبد الباقي
- نهال عنبر
- دينا عبد الله
- منة فضالي
- إيهاب توفيق
- عادل حقى
- خالد البكري

### من سوريا
- أصالة نصري
- عبد الرحمن آل رشي
- منى واصف
- رفيق السبيعي
- سوزان نجم الدين
- باسل خياط
- قصي خولي
- عبد الحكيم قطيفان
- قيس الشيخ نجيب
- صباح عبيد
- صالح الحايك
- شكران مرتجى
- عبير شمس الدين
- رضوان عقيلي
- روعة ياسين
- تولاي هارون
- رنا الأبيض
- صفاء سلطان
- روعة السعدي
- نضال قبلان
- مريم علي
- نور مهنا
- ياسين شيخ البساتنة

### من البحرين
- شيماء سبت
- معصومة عبد الكريم
- أنور أحمد
- عبد الله ملك
- مريم زيمان
- قحطان القحطاني
- مروة خليل

### من الكويت
- نوال الكويتية
- حياة الفهد
- سعاد عبد الله
- محمد المنصور[ ؟ ]
- داوود حسين
- أحمد الصالح
- جاسم النبهان
- عبد الرحمن العقل
- عبدالإمام عبد الله
- إلهام الفضالة
- محمود بوشهري
- منى شداد
- هبة الدري
- نورة عبد الله

### من لبنان
- ورد الخال
- مشيل قزي
- نيكول سابا
- فؤاد شرف الدين
- جمانة شرف الدين
- ألان زغبي
- فادي إبراهيم
- خالد السيد
- طوني بارود
- نيشان[ ؟ ]
- نادين نجيم[ ؟ ]
- عمار شلق
- منير كسروائي
- سوسن السيد
- طارق تميم
- كاتيا كعدي
- كارمن لبس

### من الأردن
- رزان
- روحي الصفدي
- زهير النوباني
- محمد العبادي
- لارا الصفدي
- إخلاص يخلف
- زين العوض
- روز الور
- ديانا كرزون
- عمر العبدالات

### من ليبيا
- أمنية[ ؟ ]
- شاب جيلاني

### من تونس
- لطيفة[ ؟ ]
- لطفي بوشناق
- صابر الرباعي
- آمنة فاخر

### من المغرب
- فاتن هلال بك

### من الجزائر
- الشاب خالد